# Сант-Андреа-Апостоло-делло-Йоніо
Сант-Андреа-Апостоло-делло-Йоніо (італ. Sant'Andrea Apostolo dello Ionio, сиц. Sant'Antrìa) — муніципалітет в Італії, у регіоні Калабрія,  провінція Катандзаро.
Сант-Андреа-Апостоло-делло-Йоніо розташований на відстані близько 500 км на південний схід від Рима, 32 км на південь від Катандзаро.
Населення — 1970 осіб (2014).
Щорічний фестиваль відбувається 30 листопада. Покровитель — Андрій Первозваний.

## Демографія
Населення за роками:

Станом на 1 січня 2023 року в муніципалітеті офіційно проживало 60 іноземців з 24 країн, серед них 21 громадянин країн Євросоюзу та 4 громадяни України.

## Сусідні муніципалітети
- Іска-сулло-Йоніо
- Сан-Состене